# Великий Тростянец
Великий Тростянец (укр. Великий Тростянець) — село,
Тростянецкий сельский совет,
Полтавский район,
Полтавская область,
Украина.
Код КОАТУУ — 5324086201. Население по переписи 2001 года составляло 1137 человек.
Является административным центром Тростянецкого сельского совета, в который, кроме того, входят сёла
Буланово,
Высшие Ольшаны,
Квитковое,
Малый Тростянец,
Нижние Ольшаны,
Пожарная Балка и
Сапожино.

## Географическое положение
Село Великий Тростянец находится в 2-х км от правого берега реки Ворскла,
на расстоянии в 1 км от сёл Малый Тростянец и Квитковое.
Вокруг села несколько небольших лесных массивов.

## История
- В 1765—1769 годах село Тростянецкий Яр входило в состав Первой Полтавской сотни Полтавского полка.

## Экономика
- «Союз крестьян „Тростянец“», ООО.
- «Лидия», ООО.
- ОАО «Промагроэнергия».

## Объекты социальной сферы
- Школа.